# Стара Одра у Вроцлаві
Стара Одра — один із рукавів річки Одра у Вроцлаві, сформований в результаті гідротехнічних інвестицій, здійснених у Вроцлавському водному вузлі. Стара річка Одра є елементом Вроцлавської міської стежки (Ślak shiping downtown, Droga Wielka Żeglugi). Початок цього рукава знаходиться на 250,1 км русла річки.

## Історія

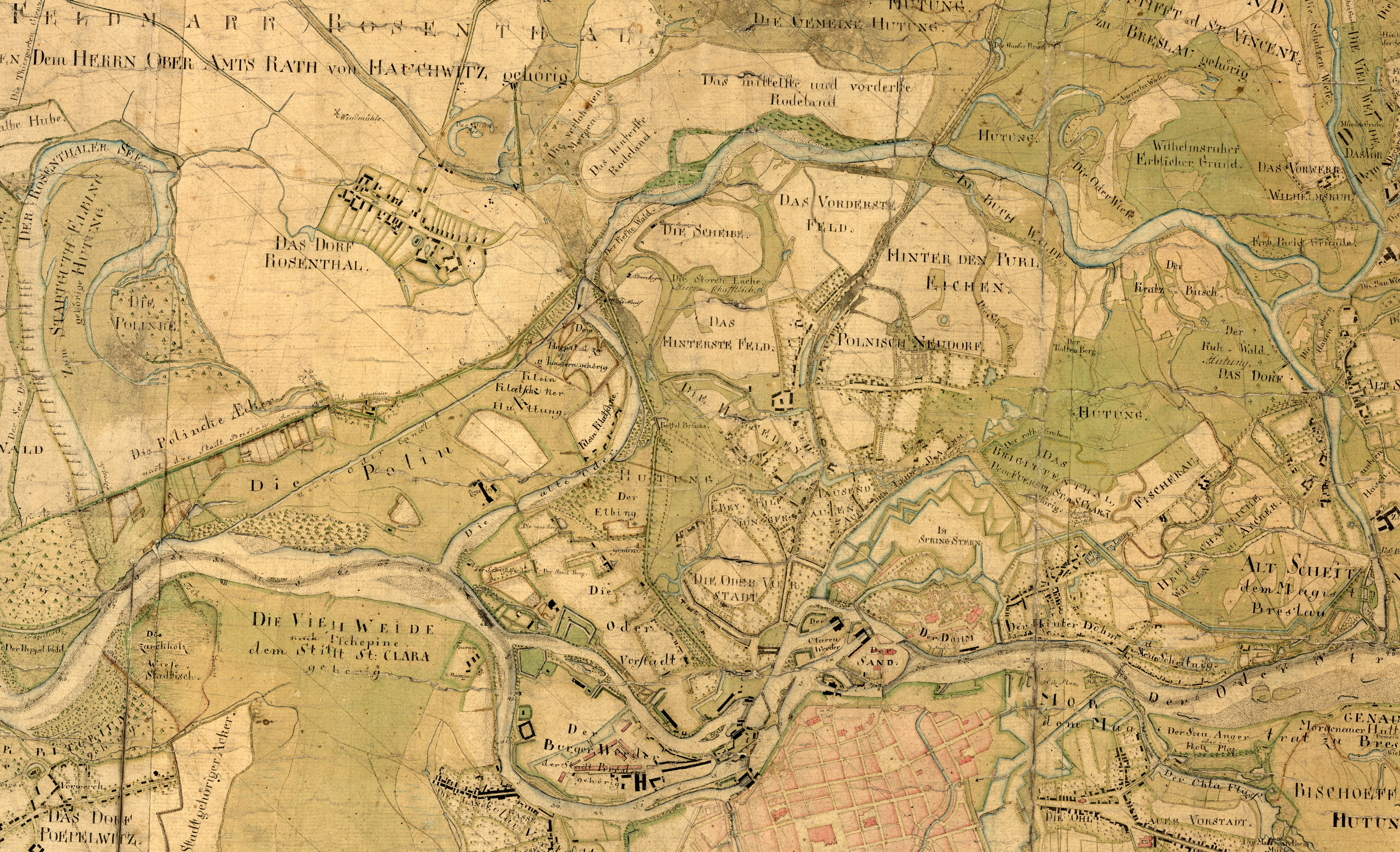
Фрагмент карти Вроцлава та його околиць 1794 р.; Стара Одра (Die alte Oder) на північ від міста. Der Neuer Canal також видно в місці, де намічено нове русло річки.

Нинішня форма цього каналу є результатом регуляції XVIII століття та наступних двох великих гідротехнічних інвестицій, здійснених у Вроцлаві наприкінці XIX та на початку XX століття в рамках реконструкції водного шляху на р. річка Одра, що веде до міста та через нього, а також будівництво та модернізація системи захисту міста від повеней.
Велика повінь, яка в 1736 році завдала величезної шкоди місту та його околицям, породила ідею регулювання річки Одер і захисту прилеглих територій від затоплення. З цією метою у 1746 році у Вроцлаві було створено Інспекцію водного та прирічкового будівництва, обов’язки якої потім перебрала Управа регулювання річки Одра, заснована у 1783 році. Вони відповідали за перетворення річки Одер на велику транспортну артерію та захист прибережних міст і сільськогосподарських угідь від наслідків повеней. Планувалися роботи з регулювання русла річки, які мали полягати у випрямленні її русла та укріпленні берегів. Запроектовані інженерні роботи були пов'язані з гідрологічними змінами і, водночас, зміною власності як у самому місті, так і в його околицях.
Регуляція була проведена в 1792–1794 роках. В результаті цих робіт поселення Клечкау ( Клечков і Розенталь ( Рожанка ) разом з Полінке ( Поланка ), які раніше були розташовані на правому березі Старого Одеру, були відокремлені: Ружанка і Поланка досі 

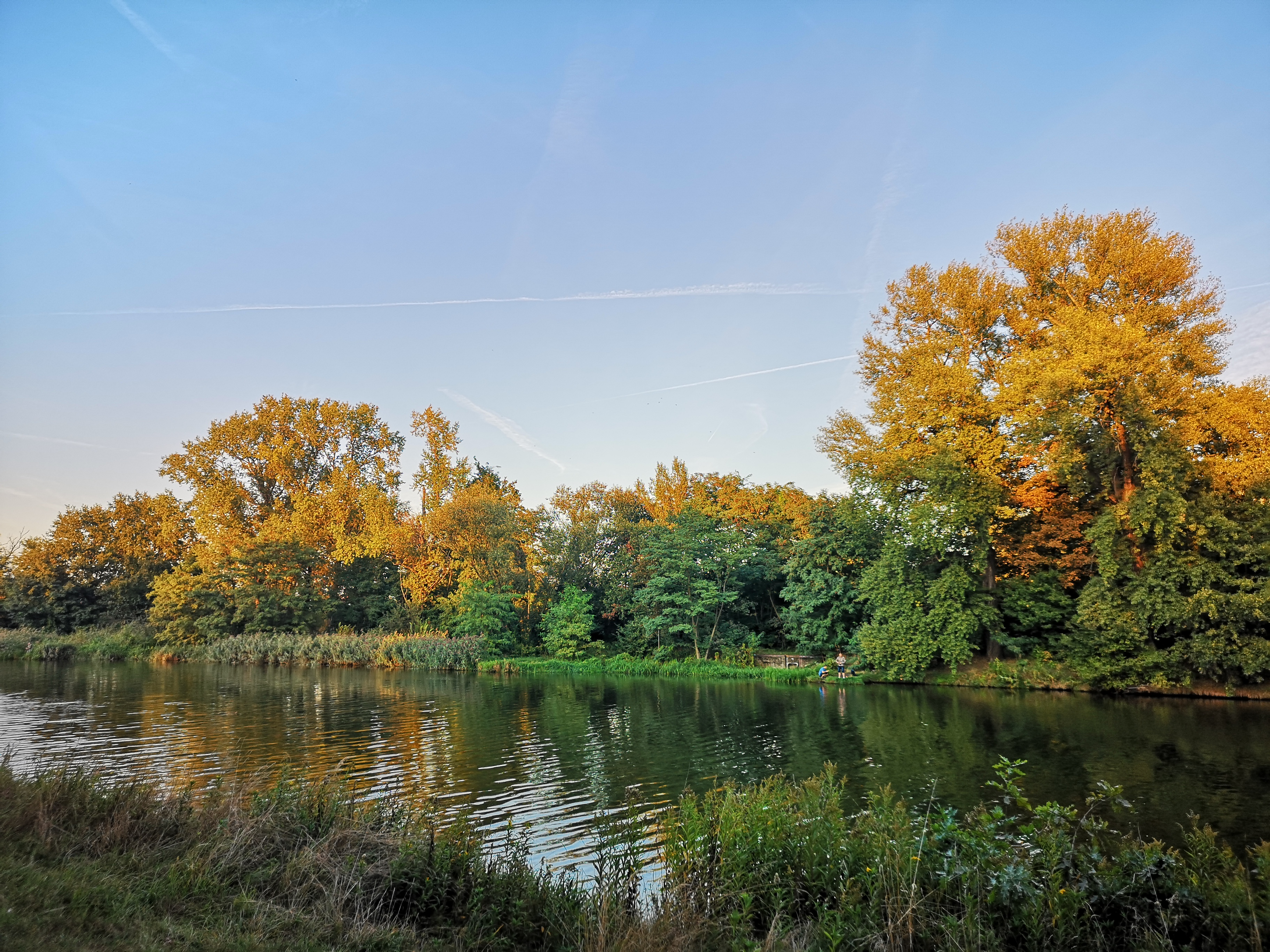
Стара Одра на північ від Щитницького мосту.

знаходяться на р. правий берег, а Клечков був на лівому .
Інвестиції, здійснені в 1892–1897 роках, - це будівництво нового судноплавного шляху, головним чином з точки зору можливості транспортування сипучих матеріалів водою, зокрема вугілля з Верхньої Сілезії . Для цього був побудований новий водний шлях частково через раніше існуюче русло, яке використовувалося для відведення паводкових і паводкових вод, а частково через новий Міський канал . У той час у руслі Старої Одри було побудовано дві греблі : Щитникова в початковій течії каналу, тобто 0,10 км його течії, що перегороджує воду для потреб Щитницького шлюзу, розташована в новій канаві. зроблений для навігаційних цілей, і Weir Psie Pole, на 2,90 км течії цього рукава річки Одра, перегороджуючи воду для потреб міського шлюзу, розташованого на міському каналі. Другим великим капіталовкладенням у цьому районі було будівництво нових каналів у 1913–1917 роках  : Заплавного, Судноплавного та Рожанського каналів . В результаті цієї реконструкції в руслі річки Стара Одра для потреб шлюзу Ружанка, розташованого на новозбудованому каналі Рожанка, була створена водосховище Ружанка.

## Шлях
Шлях Старої Одри:
- початок – Верхня Одра Вроцлавська
- на лівому березі - сполучення з Пшекопом Щитницьким (з Щитницьким шлюзом )
- на лівому березі – роз’їзд Міського каналу (з Міським шлюзом )
- на правому березі – сполучення з Поводковим каналом
- на правому березі – сполучення з Судноплавним каналом
- на правому березі - вихід з каналу Рожанка (зі шлюзом Ружанка )
- на лівому березі – сполучення з Міським каналом
- на правому березі – сполучення з каналом Рожанка
- на лівобережжі – з’єднання з Нижнім Одером
- кінець – Нижня Одра Вроцлавська.

Старий Одер перетинають мости :
- Звежинецький міст (шляховий), 1,0 км,
- Щитницький міст (шляховий), 1,7 км,
- Варшавські мости (дорога), 3,8 км,
- Варшавський залізничний міст (залізниця) , 4,1 км,
- Тшебницькі мости (дорога), 5,4 км,
- Особовицькі мости (дорога), 6,0 км.

Від Міського каналу Старий Одер відділений великою дамбою . Його вінцем проходить вулиця Пастерська. Між Тшебницьким і Особовицьким мостами на широкій терасі зі сторони Старого Одеру знаходиться басейн Ружанка . Немає публічного доступу до дамби, що відокремлює Стару Одру від каналу Ружанка.

## Див. також

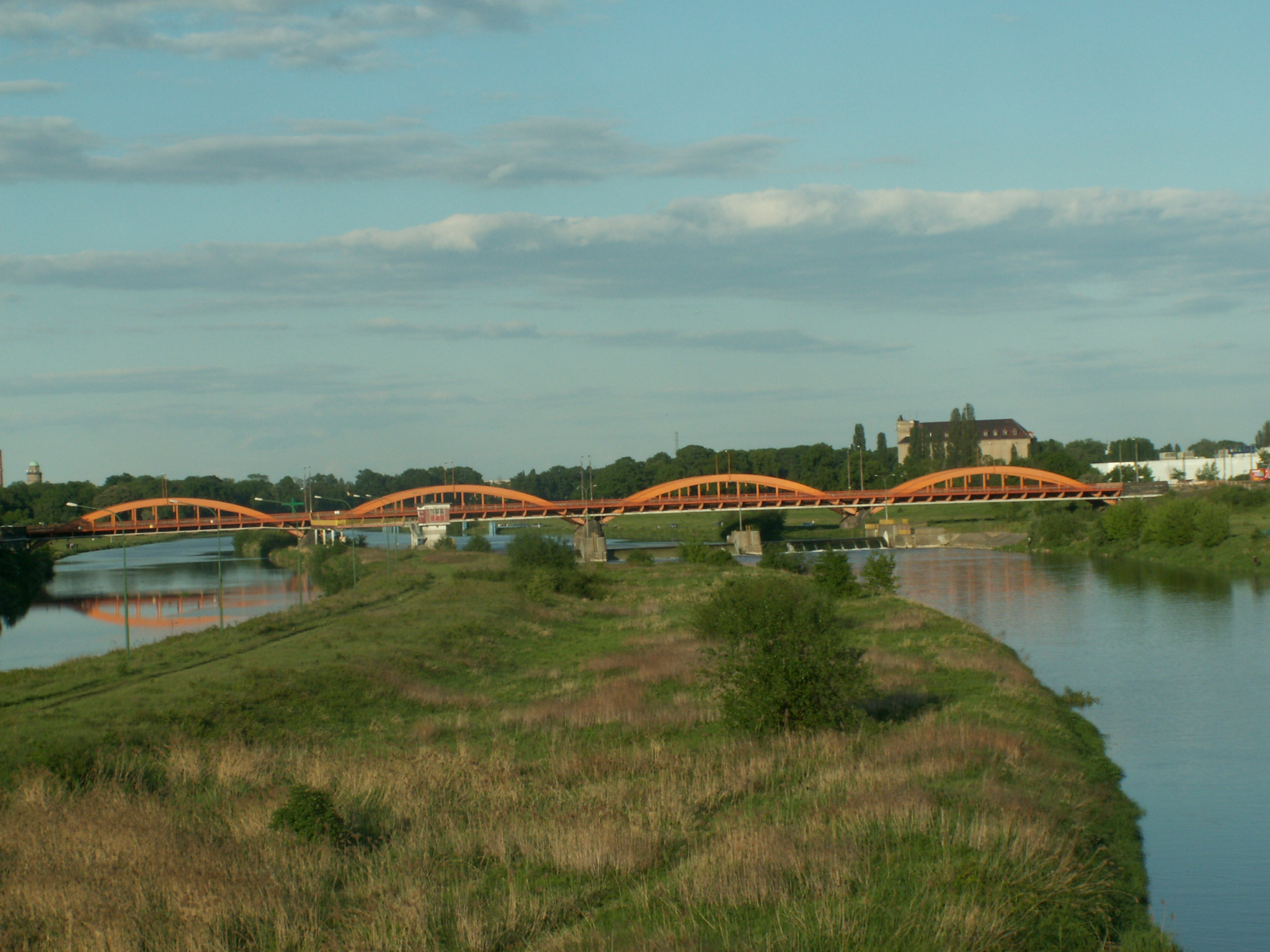
Тшебницькі мости, Стара Одра та Яз Ружанка праворуч, Ружанський канал ліворуч

## Зовнішні посилання
- Стара Одра на веб-сайті Wratislaviae Amici (доступ 18 листопада 2009)
- Стара Одра у Wikimapia (доступ 18 листопада 2009)

 Вікісховище має мультимедійні дані за темою: Стара Одра у Вроцлаві